# Dangerous (álbum)
Dangerous es el octavo álbum de estudio del cantante estadounidense Michael Jackson, publicado el 26 de noviembre de 1991 por Epic Records. Es el primer álbum tras el reinado de Quincy Jones como productor de Michael Jackson. Después de Jones, quedó fuera el interés por la melodía: Jackson se centró en el ritmo. De ahí los potentes sonidos que podemos escuchar en Dangerous. Para la creación del disco, Jackson contó con la colaboración de Teddy Riley, Bruce Swedien y Bill Bottrell. Es un disco con material completamente inédito; no solo cuenta con una lista de temas variada, también con una portada del pintor Mark Ryden que generó mucha controversia. El álbum produjo números uno como «Black or White», «Remember the Time», «Jam» y otros sencillos como «Will You Be There», de la película Free Willy, y «Who Is It».
Ha vendido 32 millones de copias en el mundo, lo que lo convierte en uno de los más vendidos de la historia. Dangerous es considerado el álbum más personal del cantante, ya que se expresa con mayor libertad creativa. Entre los géneros musicales se encuentra el hard rock («Black or White» y «Give In to Me»); soul o funk que se fusiona con dance o hip hop (fusión llamada new jack swing) en canciones como «Remember the Time», «Jam», «Dangerous», y el góspel en «Will You Be There» o «Keep the Faith». 
En «Black or White» solicitó la participación del guitarrista de Guns N' Roses, Slash, para darle una línea más agresiva, además cuenta con la participación de Tim Pierce en la guitarra heavy metal; y el resultado es una mezcla de hard rock, dance y rap. Todo esto fue respaldado por su videoclip, que fue dirigido por John Landis, el mismo de Thriller, y que contó con un cameo del actor Macaulay Culkin.
Siguiendo la misma línea, en el vídeo de «Remember the Time» apareció con la modelo Iman, esposa de David Bowie en ese entonces, el actor Eddie Murphy y el jugador de baloncesto Magic Johnson. En «In the Closet», el cantante se muestra más sensual, alternando aquí con la modelo Naomi Campbell, y en «Jam» con el baloncestista Michael Jordan.

## Antecedentes y desarrollo
En enero de 1989, después de la gira mundial para apoyar su álbum Bad, Jackson decidió centrarse en proyectos diferentes, incluyendo un acuerdo para promocionar las zapatos de deportivos de L.A. Gear. También planeó lanzar dos paquetes más grandes de los éxitos, Decade 1979-1989 y Decade 1980-1990, incluyendo éxitos de sus álbumes de estudio Off the Wall, Thriller, y Bad, con demostraciones inéditas y nuevas canciones incluyendo una versión de la canción de The Beatles «Strawberry Fields Forever».
En 1988, CBS Records fue adquirido por Sony Music. Sony Music ahora distribuiría discos de los artistas que habían grabado para subsidiarias de CBS incluyendo Epic y Columbia. En marzo de 1991, días después de que su hermana Janet Jackson firmara un contrato de 32 millones de dólares con Virgin Records, Jackson firmó con Sony Music por unos 50 millones de dólares, el cual fue el contrato más lucrativo en la historia de la música en ese entonces. Las estipulaciones de Jackson para el contrato eran que él debía lanzar por lo menos tres álbumes de estudio, uno de remezclas, dos colecciones más de grandes éxitos y una caja recopilatoria.

## Composición

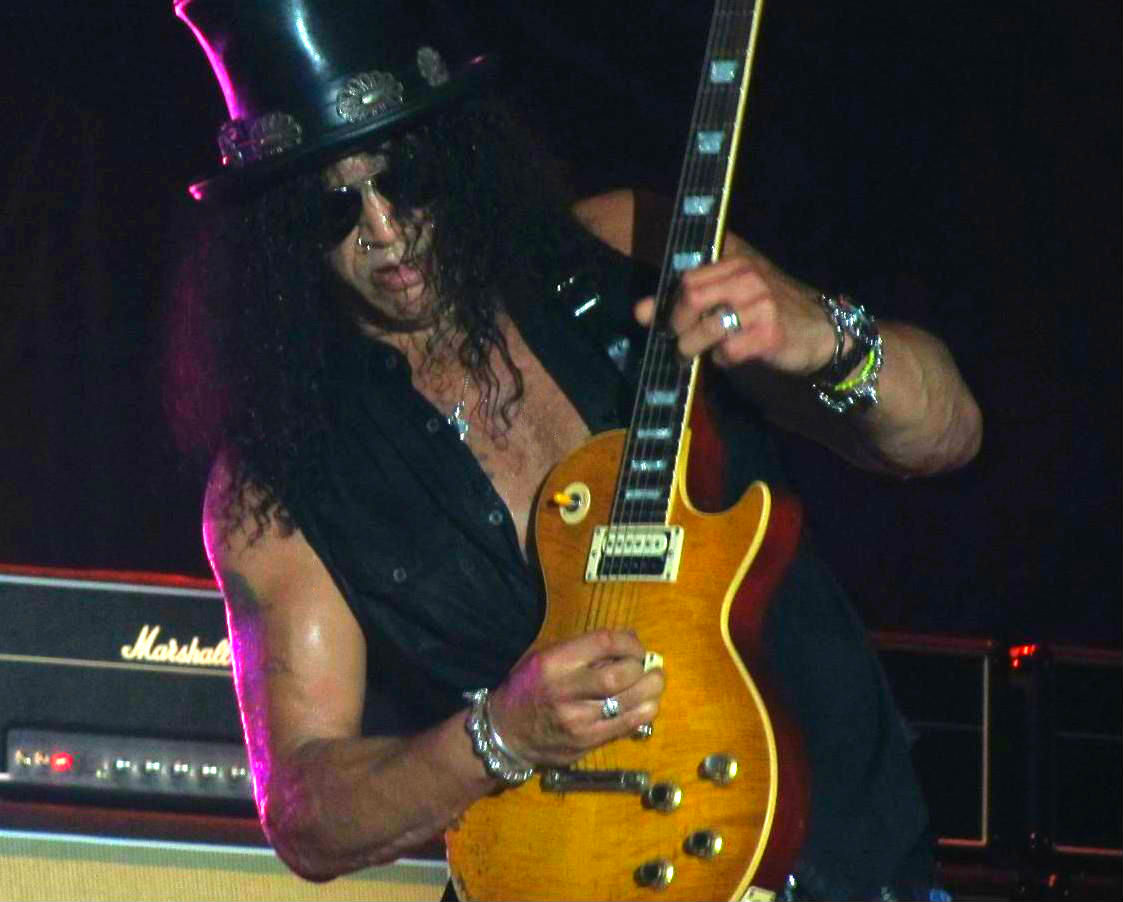
Slash es uno de los músicos con los que Jackson colaboró para el álbum.

Con Riley, Jackson grabó bajo el género new jack swing, que a menudo a Riley se le ha acreditado inventar. También fue el primer álbum en el que Jackson comenzó a rapear. La inclusión del grupo Wreckx-n-Effect, la adición de nuevos ritmos como el hip hop y new jack swing fueron diseñados para dar a Jackson una nueva audiencia urbana más joven. En otras grabaciones, con Bottrell, los sonidos de Jackson eran más diversos de lo que habían sido en otros álbumes con «Black or White» grabado bajo el género pop rock mientras que la colaboración con el guitarrista Slash llamada «Give In to Me» fue grabada como una balada de hard rock. Las baladas «Keep the Faith», compuestas por Jackson y sus colaboradores de «Man in the Mirror», Siedah Garrett y Glen Ballard, y «Will You Be There», compuesta por él mismo, presentaron elementos fuertes de música góspel mientras que las otras baladas «Heal the World» y «Gone Too Soon» fueron baladas pop más suaves. El suave número de R&B, «Remember the Time», incluía elementos no solo de new jack swing sino también de funk, mientras que «Who Is It» y «Jam» tenían elementos más fuertes de funk.
Las letras para el tema de las canciones eran más variadas que en los discos anteriores de Jackson. A pesar de que a menudo hablaba del tema de la armonía racial en algunas de sus canciones con sus hermanos, The Jacksons, fue el primero de estos álbumes en el que habló abiertamente del racismo, tema principal de «Black or White». Otros temas de comentarios sociales que Jackson nunca había tocado como artista en solitario, incluyendo la pobreza y la vida urbana interior, fueron discutidos en la canción «Why You Wanna Trip on Me», en la que comparó los males sociales con sus propias excentricidades publicitadas que fueron cubiertas en la prensa en el momento de preguntar a los críticos y los medios sensacionalistas por qué se centraron en él cuando otros problemas más sociales estaban pasando. «Jam» incluyó un rap de Heavy D. «In the Closet» había sido originalmente establecido como un dúo entre Jackson y Madonna, aunque esta grabación nunca se concretó y se centró en dos amantes que llevan a cabo un discreto sin ser abierto sobre el asunto. El álbum también incluyó canciones de otra naturaleza personal, especialmente en canciones como «She Drives Me Wild», «Remember the Time», «Can't Let Her Get Away», «Who Is It» y «Give In to Me». El comentario social «Heal the World» estaba dentro de las canciones de tipo personal del álbum. «Gone Too Soon», escrito por Larry Grossman y Buz Kohan, fue escrito y grabado para Ryan White después de que falleciera a causa del SIDA en 1990.

## Arte de tapa
La portada del álbum fue pintada por el artista surrealista del pop estadounidense Mark Ryden. Muestra a Jackson detrás de una máscara de mascarada dorada con la cara de un chimpancé (que podría ser Bubbles, la mascota de Jackson) encima de la máscara, y un perro y un pájaro vestidos con ropas reales sentados a izquierda y derecha, respectivamente. El frente representa a P. T. Barnum , el creador del circo Barnum and Bailey. Ryden dispuso de cinco días para aportar ideas, y «trabajó febrilmente esa semana» para producir un diseño al día. Se le ordenó que se centrara en los ojos de Jackson, que incluyera animales y niños, y que «mostrara la tierra en peligro». También le dijeron que sus diseños «podían dar miedo, pero debían ser divertidos». Ryden dijo que la portada era su proyecto más emocionante hasta ese momento. En noviembre de 2021, en el 30 aniversario de Dangerous, Ryden compartió por primera vez en Instagram sus dibujos conceptuales para la portada. Según Fraser McAlpine, de BBC Music, Ryden representó a Jackson como «un artista de circo vigilado que ha visto la gloria y la maquinaria implicada en hacerla realidad».

## Lista de canciones
| N.º | Título                                             | Escritor(es)                                                | Productor(es)                               | Duración |  |
| 1.  | «Jam» (con Heavy D)                                | Michael Jackson, René Moore, Bruce Swedien, Teddy Riley     | Michael Jackson, Teddy Riley, Bruce Swedien | 5:40     |  |
| 2.  | «Why You Wanna Trip On Me»                         | Teddy Riley, Bernard Belle                                  | Michael Jackson, Teddy Riley                | 5:25     |  |
| 3.  | «In the Closet» (con Princesa Estefanía de Mónaco) | Michael Jackson, Teddy Riley                                | Michael Jackson, Teddy Riley                | 6:32     |  |
| 4.  | «She Drives Me Wild» (con Wreckx-n-Effect)         | Michael Jackson, Teddy Riley, Aqil Davidson (letras de rap) | Michael Jackson, Teddy Riley                | 3:42     |  |
| 5.  | «Remember the Time»                                | Michael Jackson, Teddy Riley, Bernard Belle                 | Michael Jackson, Teddy Riley                | 4:00     |  |
| 6.  | «Can't Let Her Get Away»                           | Michael Jackson, Teddy Riley                                | Michael Jackson, Teddy Riley                | 4:59     |  |
| 7.  | «Heal the World»                                   | Michael Jackson                                             | Michael Jackson, Bruce Swedien              | 6:25     |  |
| 8.  | «Black or White» (con L.T.B.)                      | Michael Jackson, Bill Bottrell (letras de rap)              | Michael Jackson, Bill Bottrell              | 4:15     |  |
| 9.  | «Who Is It»                                        | Michael Jackson                                             | Michael Jackson, Bill Bottrell              | 6:34     |  |
| 10. | «Give In to Me» (con Slash)                        | Michael Jackson, Bill Bottrell                              | Michael Jackson, Bill Bottrell              | 5:29     |  |
| 11. | «Will You Be There»                                | Michael Jackson                                             | Michael Jackson, Bruce Swedien              | 7:41     |  |
| 12. | «Keep the Faith»                                   | Michael Jackson, Glen Ballard, Siedah Garrett               | Michael Jackson, Bruce Swedien              | 5:57     |  |
| 13. | «Gone Too Soon»                                    | Larry Grossman, Buz Kohan                                   | Michael Jackson, Bruce Swedien              | 3:22     |  |
| 14. | «Dangerous»                                        | Michael Jackson, Bill Bottrell, Teddy Riley                 | Michael Jackson, Teddy Riley                | 6:59     |  |

## Posicionamiento en listas

### Semanales
| País (Lista 1991–2021)                         | Posición |
| ---------------------------------------------- | -------- |
| Argentina (CAPIF)                              | 2        |
| Australia (ARIA)                               | 1        |
| Austria (Ö3 Austria)                           | 2        |
| Belgian Albums (IFPI)                          | 1        |
| Brasil (Pro-Música Brasil)                     | 4        |
| Canadian Albums (The Record)                   | 2        |
| Czech Albums (IFPI)                            | 2        |
| Danish Albums (Hitlisten)                      | 1        |
| Países Bajos (Album Top 100)                   | 1        |
| European Albums (Music & Media)                | 1        |
| Finnish Albums (Suomen virallinen albumilista) | 1        |
| French Albums (SNEP)                           | 1        |
| Alemania (Offizielle Top 100)                  | 1        |
| Greek Albums (IFPI)                            | 1        |
| Hungarian Albums (Mahasz)                      | 5        |
| Irish Albums (IRMA)                            | 1        |
| Italian Albums (Musica e dischi)               | 2        |
| Japanese Albums (Oricon)                       | 5        |
| Mexican Albums (AMPROFON)                      | 6        |
| Nueva Zelanda (Recorded Music NZ)              | 1        |
| Noruega (VG-lista)                             | 1        |
| Polonia (ZPAV)                                 | 6        |
| Portuguese Albums (AFP)                        | 7        |
| Spanish Albums (AFYVE)                         | 1        |
| Suecia (Sverigetopplistan)                     | 2        |
| Suiza (Schweizer Hitparade)                    | 1        |
| UK Albums Chart (OCC)                          | 1        |
| Estados Unidos (Billboard 200)                 | 1        |
| Estados Unidos (Top R&B/Hip-Hop Albums)        | 1        |

## Certificaciones
| País           | Certificaciones | Ventas    |
| -------------- | --------------- | --------- |
| Australia      | 10x Platino     | 700,000   |
| Austria        | 4x Platino      | 200,000   |
| Brasil         | Oro             | 100,000   |
| Francia        | Diamante        | 2,000,000 |
| Canadá         | 6x Platino      | 600,000   |
| Finlandia      | Platino         | 61,896    |
| Alemania       | 4x Platino      | 2,000,000 |
| Hungría        | Platino         | 6,000     |
| Holanda        | 3x Platino      | 300,000   |
| México         | Platino + Oro   | 600,000   |
| Nueva Zelanda  | 6x Platino      | 90,000    |
| Suecia         | 3x Platino      | 300,000   |
| Suiza          | 5x Platino      | 250,000   |
| Reino Unido    | 2x Platino      | 2,310,000 |
| Estados Unidos | 7x Platino      | 7,000,000 |